# 1913年の相撲
1913年の相撲（1913ねんのすもう）は、1913年の相撲関係のできごとについて述べる。
1912年-1913年-1914年

## 本場所など
- 1月場所（東京相撲）[1]
  - 興行場所:両国国技館
  - 1月10日より10日間興行
  - 85対67で西方勝利。旗手は浦ノ浜栄治郎。個人優勝は鳳谷五郎。
- 1月場所（大阪相撲）[2]
  - 興行場所:難波新川土橋西詰
  - 1月12日より晴天10日間興行
- 2月場所（東京大阪合併相撲）[3]
  - 興行場所:両国国技館
  - 2月21日より10日間興行
- 3月場所（東京大阪合併相撲）[4]
  - 興行場所:新世界
  - 3月7日より10日間興行
- 3月場所（東京大阪合併相撲）[4]
  - 興行場所:名古屋市南堀町
  - 3月18日より7日間興行
- 5月場所（大阪相撲）[5]
  - 興行場所:新世界
  - 晴天10日間興行
- 5月場所（東京相撲）[6]
  - 興行場所:両国国技館
  - 5月16日より10日間興行
  - 東方勝利。旗手は伊勢ノ浜慶太郎。個人優勝は太刀山峰右エ門。

## その他相撲披露
- 10月11日 - 熊本において、13代吉田追風の300年祭が執り行われた[7]。

## 誕生
- 1月28日 - 神東山忠也（最高位：前頭4枚目、所属：春日野部屋、+ 1983年【昭和58年】）[8]
- 2月4日 - 青葉山徳雄（最高位：前頭4枚目、所属：陣幕部屋→小野川部屋→陣幕部屋、+ 1972年【昭和47年】）[9]
- 2月15日 - 雲仙嶽光徳（最高位：十両3枚目、所属：出羽海部屋、+ 没年不明）
- 3月11日 - 小松山貞造（最高位：前頭3枚目、所属：井筒部屋→双葉山道場、+ 1972年【昭和47年】）[10]
- 5月15日 - 九ヶ錦坦平（最高位：前頭3枚目、所属：井筒部屋→九重部屋→朝日山部屋、+ 1976年【昭和51年】）[10]
- 6月1日 - 陸奥ノ洋光司（最高位：十両14枚目、所属：出羽海部屋、+ 没年不明）
- 8月26日 - 若潮芳雄（最高位：前頭6枚目、所属：陸奥部屋、+ 1991年【平成3年】）[11]
- 10月20日 - 九州山義雄（最高位：小結、所属：出羽海部屋、+ 1990年【平成2年】）[12]
- 11月30日 - 矢筈山剛志（最高位：十両3枚目、所属：友綱部屋、+ 没年不明）
- 12月1日 - 葦葉山七兵衛（最高位：前頭12枚目、所属：井筒部屋→双葉山道場、+ 1962年【昭和37年】）[13]